# Manidens
Manidens condorensis
Genre
Espèce
Manidens est un genre éteint de petit dinosaures ornithhischiens herbivores de la famille des Heterodontosauridae. Il n'a été trouvé que dans la formation géologique de Cañadon Asfalto près de Cerro Cóndor dans province de Chubut en Argentine. Il est daté du Jurassique moyen entre l'Aalénien et le Bathonien inférieur, il y a environ entre 174 et 167 Ma (millions d'années).
Une seule espèce est rattachée au genre, Manidens condorensis, décrite en 2011 Diego Pol (d), Oliver Rauhut et Marcos Becerra (d) qui doit son nom d'espèce à la localité de Cerro Cóndor près de laquelle les fossiles ont été découverts.

## Description

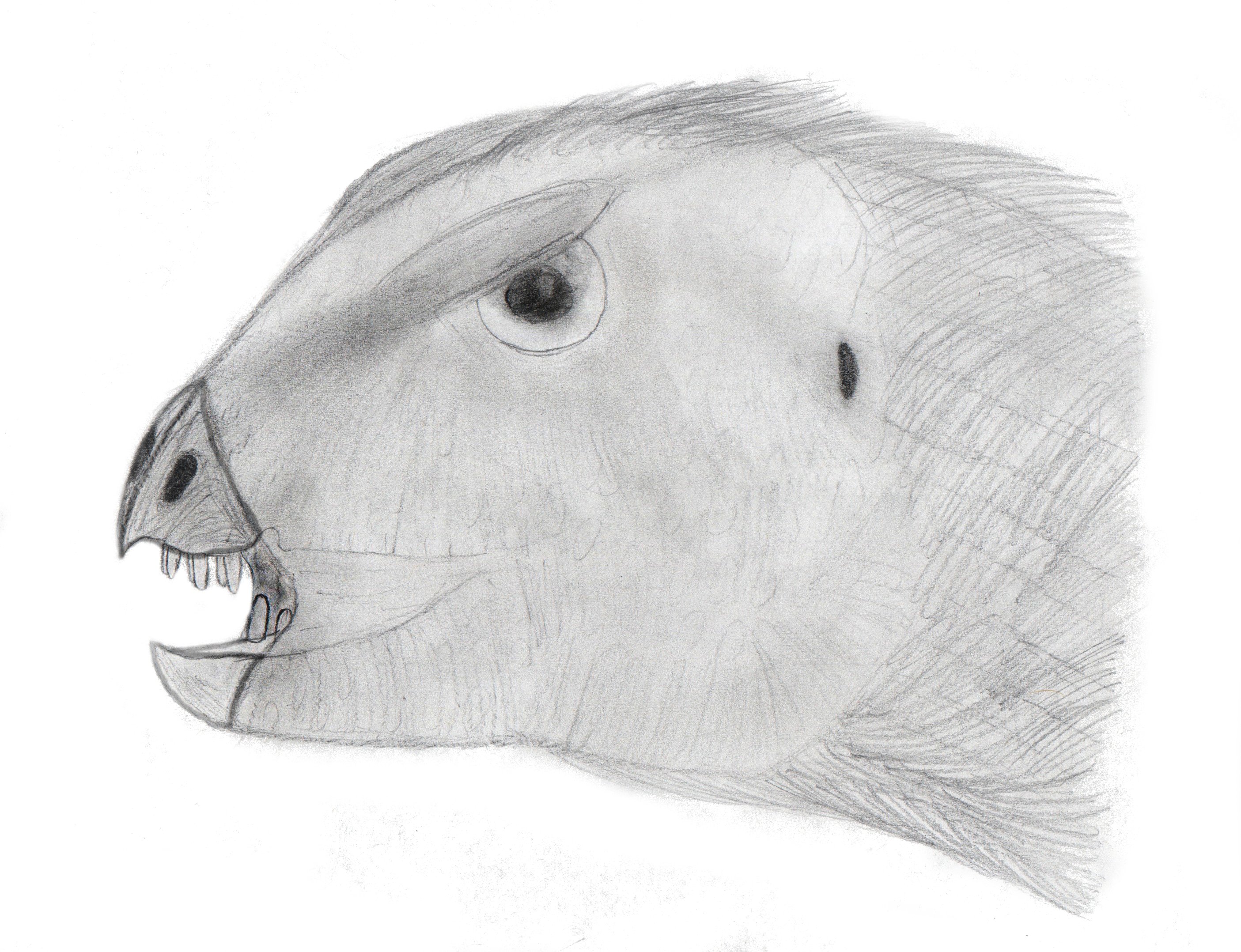
Reconstitution de la tête de Manidens condorensis.

L'holotype de Manidens, MPEF-PV 3211, est constitué d'un squelette partiel avec un crâne et sa mandibule. D'autres dents isolées de Manidens ont été découvertes à proximité dans la même formation géologique. Manidens est un hétérodontosauridé de la sous-famille des hétérodontosaurinés de taille modeste, de 60 à 75 cm de long.
Sa denture montre des dents avec des couronnes hautes qui témoignent d'une adaptation à un régime herbivore, mais elles ne présentent pas de facettes d'usure comme chez les hétérodontosauridés plus évolués comme Heterodontosaurus. 

## Classification
Le cladogramme établi par Paul Sereno en 2012 montre la position phylogénétique de Manidens au sein de la sous-famille des hétérodontosaurinés en groupe frère avec le genre Pegomastax et proche des genres Abrictosaurus, Heterodontosaurus et Lycorhinus :
|  | Echinodon  |
|  |            |
|  | Fruitadens |
|  |            |
|  | Tianyulong |
|  |            |

|  | Pegomastax |
|  |            |
|  | Manidens   |
|  |            |

|  | Abrictosaurus     |
|  |                   |
|  | Heterodontosaurus |
|  |                   |

|  | Pegomastax |
|  |            |
|  | Manidens   |
|  |            |

|  | Abrictosaurus     |
|  |                   |
|  | Heterodontosaurus |
|  |                   |

|  | Pegomastax |
|  |            |
|  | Manidens   |
|  |            |

|  | Abrictosaurus     |
|  |                   |
|  | Heterodontosaurus |
|  |                   |

|  | Pegomastax |
|  |            |
|  | Manidens   |
|  |            |

|  | Abrictosaurus     |
|  |                   |
|  | Heterodontosaurus |
|  |                   |

|  | Echinodon  |
|  |            |
|  | Fruitadens |
|  |            |
|  | Tianyulong |
|  |            |

|  | Pegomastax |
|  |            |
|  | Manidens   |
|  |            |

|  | Abrictosaurus     |
|  |                   |
|  | Heterodontosaurus |
|  |                   |

|  | Pegomastax |
|  |            |
|  | Manidens   |
|  |            |

|  | Abrictosaurus     |
|  |                   |
|  | Heterodontosaurus |
|  |                   |

|  | Pegomastax |
|  |            |
|  | Manidens   |
|  |            |

|  | Abrictosaurus     |
|  |                   |
|  | Heterodontosaurus |
|  |                   |

|  | Pegomastax |
|  |            |
|  | Manidens   |
|  |            |

|  | Abrictosaurus     |
|  |                   |
|  | Heterodontosaurus |
|  |                   |